# Consejo de Guardianes
El Consejo Guardián de la Constitución de Irán, designado habitualmente como Consejo de Guardianes, es uno de los organismos de mayor poder dentro de la estructura del estado iraní. Está formado por seis alfaquíes designados por el jefe del estado iraní y seis juristas nominados por el poder judicial y sometidos a la aprobación del parlamento. Sus miembros son elegidos por seis años en dos tandas, de modo que cada tres años se renueva la mitad del cuerpo.
El consejo debe aprobar todos los proyectos enviados por el parlamento y asegurarse de que respondan a la constitución y al derecho islámico. También tiene el poder de vetar todos los candidatos a elecciones parlamentarias, a la presidencia y a la Asamblea de Expertos.
El intento de los reformistas de reducir el poder de veto del Consejo de Guardianes fue durante los mandatos presidenciales de Seyyed Mohammad Jatamí (1997-2005), uno de los puntos de tensión en el escenario político iraní.